# Tylophora squarrosa
Tylophora squarrosa är en oleanderväxtart som beskrevs av Henry Nicholas Ridley. Tylophora squarrosa ingår i släktet Tylophora och familjen oleanderväxter. Inga underarter finns listade i Catalogue of Life.